# صموئيل سنودن هايز
صموئيل سنودن هايز هو محامي وسياسي أمريكي، ولد في 25 ديسمبر 1820 في ناشفيل في الولايات المتحدة، وتوفي في 28 يناير 1880. نشط حزبياً في الحزب الديمقراطي. وقد انتخب عضو مجلس نواب إلينوي ‏.